# Jedrenjak
Jedrenjak je brod koji pomoću jedara koristi energiju vjetra kao pogon. U suvremeno doba jedrenjaci imaju i motor kao pogonsko sredstvo, pa se razlikuju motorni jedrenjaci, koji je motor glavno pogonsko sredstvo, a jedra pomoćna, i jedrenjaci s pomoćnim motorom, koji koriste jedra kao glavno pogonsko sredstvo.

## Poveznice
- Jedro
- Jedrenje
- Jedrilica

## Vanjske poveznice
- Brodovi na vesla i jedra Hrvatska tehnička enciklopedija, portal hrvatske tehničke baštine. LZMK

- Krčki jedrenjak Hrvatska tehnička enciklopedija, portal hrvatske tehničke baštine. LZMK

- Kuter Hrvatska tehnička enciklopedija, portal hrvatske tehničke baštine. LZMK

- Jedrenjak Mihovil - brod za krstarenja  Arhivirana inačica izvorne stranice od 28. rujna 2023. (Wayback Machine)

### Sestrinski projekti
|  | Zajednički poslužitelj ima još gradiva o temi jedrenjaci |